# ブラックリー子爵

エジャートン家の紋章

ブラックリー子爵（英語: Viscount Brackley）は、イギリスの子爵位。エジャートン家に対して二度創設されており、最初に創設されたときはイングランド貴族、二度目に創設された時は連合王国貴族であった。
第一期は1616年、初代エルズミア男爵トマス・エジャートンが叙されたことに始まる。彼は法務次官や法務長官を経て大法官に至った法律家であり、先立つ1603年にエルズミア男爵（Baron Ellesmere）を授けられていた。
ブラックリー子爵を相続した息子の第2代ブラックリー子爵ジョン・エジャートンが1617年にブリッジウォーター伯爵へ、玄孫の第4代ブリッジウォーター伯爵スクロープ・エジャートンが1720年にブリッジウォーター公爵へ陞叙されているが、1829年に死去した第8代ブリッジウォーター伯爵フランシス・エジャートン（兼第9代ブラックリー子爵）を最後に断絶した。
第二期は1846年にアイルランド担当大臣や陸軍卿を歴任した政治家のフランシス・エジャートン卿がエルズミア伯爵に叙されるにあたって従属称号として授けられたものである。彼の父である初代サザーランド公爵ジョージ・ルーソン＝ゴアは第3代ブリッジウォーター公爵フランシス・エジャートンの甥（姉の息子）にあたり、エジャートンへの改姓を条件に第3代ブリッジウォーター公爵の遺産相続人に指名されていた。
初代エルズミア伯爵（兼初代ブラックリー子爵）の玄孫第5代エルズミア伯爵ジョン・エジャートンは1963年に本家筋ルーソン＝ゴア家の男系断絶によりサザーランド公爵を継承したため、以後ブラックリー子爵はエルズミア伯爵とともにサザーランド公爵の従属称号となって現在に至っている。

## ブラックリー子爵 （第1期; 1616年）
- トマス・エジャートン (初代ブラックリー子爵) （1540年 - 1617年）
- ジョン・エジャートン (第2代ブラックリー子爵)（英語版） （1579年 - 1649年）
  - 1617年、ブリッジウォーター伯爵（第2期）に叙される。以降はブリッジウォーター伯爵を参照。

## ブラックリー子爵 （第2期; 1846年）
エルズミア伯爵を参照。